# Base militaire
Pour les articles homonymes, voir Base.

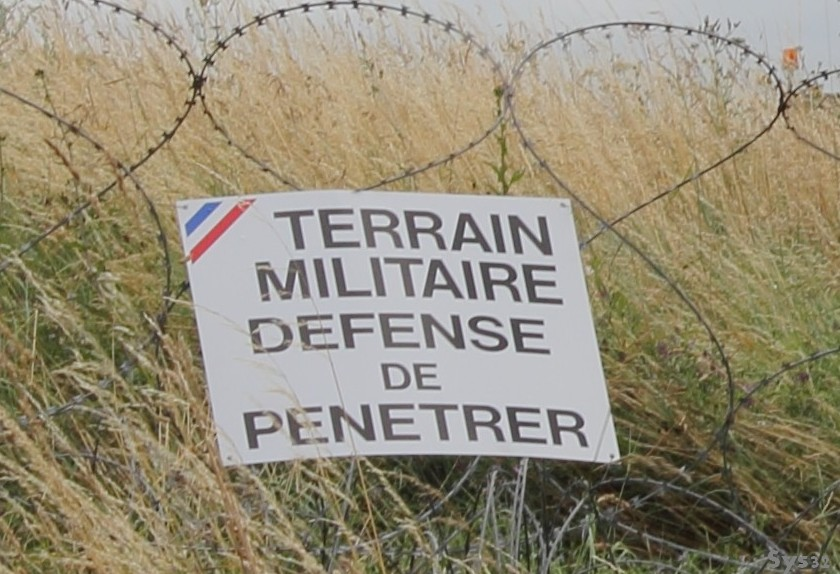
Une pancarte indiquant un site militaire.

Une base militaire est un site — terrains, bâtiments, équipements — voué aux besoins des armées et géré par les militaires qui généralement y logent et y travaillent en dehors des opérations extérieures. En vertu d'accords entre États, certaines grandes puissances disposent de bases en dehors de leurs frontières. Les bases militaires sont les points de coordination et de départ des interventions des armées.
« Base militaire » est un terme générique. Selon la spécialisation du lieu et l'époque, il peut avoir le nom d'arsenal, base aérienne, base navale, base sous-marine, garnison, armurerie, fort, caserne, quartier, camp, etc.

## Canada
Au Canada, les bases militaires sont appelées base des Forces canadiennes (BFC) et doivent héberger une ou plusieurs unités majeures comme des régiments de la Force terrestre, des navires de la Marine ou des escadres de l'aviation. Les plus petites installations militaires sont appelées station des Forces canadiennes (SFC).